# سالفاتوري فريزي
سالفاتوري فريزي (بالإيطالية: Salvatore Fresi)‏ (16 يناير 1973 إيطاليا - ) هو لاعب كرة قدم إيطالي، يلعب كمدافع، شارك في الألعاب الأولمبية الصيفية 1996.

## روابط خارجية
- سالفاتوري فريزي على موقع الاتحاد الدولي (مؤرشف)  (الإنجليزية)
- سالفاتوري فريزي على موقع قاعدة بيانات كرة القدم.إي يو (الإنجليزية)
- سالفاتوري فريزي على موقع عالم كرة القدم.نت (الإنجليزية)
- سالفاتوري فريزي على موقع أوليمبيديا (الإنجليزية)